# Serie A 2007 (pallapugno)
La Serie A 2007 è stata la 86ª edizione del massimo campionato italiano di pallapugno maschile.

## Squadre partecipanti
| Club                                       | Capitano             | Città                                      |
| ------------------------------------------ | -------------------- | ------------------------------------------ |
| Maxisconto Albese                          | Ivan Orizio          | Alba (CN)                                  |
| Termosanitari Cavanna Augusto Manzo        | Flavio Dotta         | Santo Stefano Belbo (CN)                   |
| Torronalba Canalese                        | Oscar Giribaldi      | Canale (CN)                                |
| Rebuffo Ceva                               | Alessandro Simondi   | Ceva (CN)                                  |
| Conad Imperiese                            | Paolo Danna          | Dolcedo (IM)                               |
| Centro Convenienza Esse Sisea Monticellese | Alberto Sciorella    | Monticello d'Alba (CN)                     |
| Bcc Pianfei Pasta Monteregale Pro Paschese | Alessandro Bessone   | Madonna del Pasco (Villanova Mondovì) (CN) |
| Caffè Rossini Bcc Langhe e Roero Ricca     | Luca Galliano        | Ricca di Diano d'Alba (CN)                 |
| San Leonardo                               | Alessandro Trincheri | Imperia                                    |
| Acqua Sant'Anna Virtus Langhe              | Roberto Corino       | Dogliani (CN)                              |

## Prima Fase
|    | Club          | P  |
| -- | ------------- | -- |
| 1  | Virtus Langhe | 16 |
| 2  | Monticellese  | 14 |
| 3  | Canalese      | 11 |
| 4  | Imperiese     | 11 |
| 5  | Albese        | 9  |
| 6  | Pro Paschese  | 9  |
| 7  | Ricca         | 8  |
| 8  | San Leonardo  | 7  |
| 9  | Augusto Manzo | 3  |
| 10 | Ceva          | 2  |

## Seconda Fase
|   | Club          | P  |
| - | ------------- | -- |
| 1 | Virtus Langhe | 30 |
| 2 | Monticellese  | 28 |
| 3 | Canalese      | 23 |
| 4 | Pro Paschese  | 21 |
| 5 | Albese        | 15 |
| 6 | Imperiese     | 11 |

|    | Club          | P  |
| -- | ------------- | -- |
| 7  | Ricca         | 18 |
| 8  | San Leonardo  | 11 |
| 9  | Augusto Manzo | 9  |
| 10 | Ceva          | 6  |

## Fase Finale

### Spareggi Play-off
| Pro Paschese | Ricca     | 11-9 |
| Albese       | Imperiese | 11-9 |

| Pro Paschese | Albese |  |

### Finali Scudetto
| Squadra 1     | Squadra 2 | Andata | Ritorno |
| ------------- | --------- | ------ | ------- |
| Virtus Langhe |           |        |         |
| Monticellese  | Canalese  |        |         |

| Squadra 1     | Squadra 2 | Andata | Ritorno |
| ------------- | --------- | ------ | ------- |
| Virtus Langhe | Canalese  | 11-6   | 11-6    |

## Squadra Campione d'Italia
Acqua Sant'Anna Virtus Langhe
- Battitore: Roberto Corino
- Spalla: Michele Giampaolo
- Terzini: Gianni Rigo, Mario Degiacomi